# トマリ (イラストレーター)
トマリ（8月29日 - ）は、日本の女性イラストレーター。主にライトノベルの挿絵やキャラクターデザインを手掛けている。

## 来歴
高校在学時に美術予備校に通い、現役で多摩美術大学グラフィックデザイン学科に入学。大学在学中の2014年頃からフリーランスでゲームのイラストなどを手掛けていたが、スカウトを受けてCygamesに入社し、大学を中退。Cygames在籍中はゲーム原画を担当する。以後、何社か会社を移りながらゲーム開発に携わる。
2019年、ライトノベルの挿絵の依頼をきっかけに再びフリーランスとなる。

## 主な作品

### 挿絵
- 『異世界コンシェルジュ 〜ねこのしっぽ亭 営業日誌〜』シリーズ（2014年 - 2016年、著：天那光汰、アルファポリス文庫）[2][3]
- 『友達の妹が俺にだけウザい』シリーズ（2019年 - 、著：三河ごーすと、GA文庫）[4]
- 『友人キャラの俺がモテまくるわけないだろ？』シリーズ（2019年 - 、著：世界一、オーバーラップ文庫）[5][注釈 1]
- 『スパイ教室』シリーズ（2020年 - 、著：竹町、富士見ファンタジア文庫）[6]

### アニメ
- 『おにぱん!』（2022年、おにっ子デザイン原案）[7]
- 『ポールプリンセス!!』（2022年 - 2023年、キャラクター原案）[8]

### 画集
- 『トマリ画集 mellow』（2023年、一迅社）[9]

### キャラクターデザイン
- 篠山城（2014年、ゲーム『城姫クエスト』）[1][10]
- オトヒメサマ（2017年、ゲーム『一血卍傑-ONLINE-』）[11]
- 獅白ぼたん（2020年 - 、ホロライブ所属のバーチャルYouTuber）[12]
- イ・ロハ（2020年 - 、にじさんじ所属のバーチャルYouTuber）[13]